# Erdbeben in Mexiko am 8. September 2017

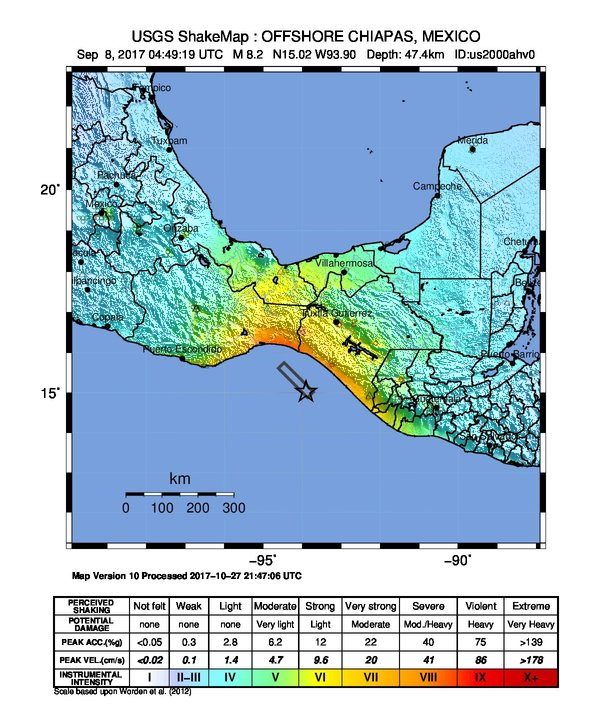
Oberflächenintensität

Das Erdbeben in Mexiko am 8. September 2017 war ein großes Erdbeben vor der Küste von Chiapas im östlichen Teil des Golfes von Tehuantepec. Das Erdbeben mit der Momenten-Magnitude 8,2 MW ereignete sich am 7. September 2017 um 23:49 Uhr Ortszeit (8. Sept. 04:49 Uhr UTC). Das Hypozentrum lag ungefähr 103 km südwestlich der Stadt Pijijiapan in einer Tiefe von 47 km.
Das Secretaría de Gobernación veröffentlichte am 12. September 2017 einen Bericht, in dem von mindestens 98 Menschen berichtet wird, die durch das Erdbeben ums Leben kamen. Die meisten Todesopfer gab es in dem westlich von Chiapas gelegenen Bundesstaat Oaxaca mit mindestens 78 Opfern; in Chiapas starben mindestens 16 Menschen; in Tabasco vier.
Das Erdbeben war auch in der Hauptstadt Mexiko-Stadt zu spüren, wo viele Menschen ihre Häuser verließen. Das Erdbeben löste einen Tsunami aus, dessen Höhe mit einem Meter über dem normalen Gezeitenstand relativ moderat war.
Es war das stärkste Erdbeben weltweit im Jahr 2017 und war von Erdbebenlichtern begleitet.
Das Beben war stärker als die Beben im Jahr 1932 und am 19. September 1985 in Mexiko und nach dem Erdbeben in Mexiko 1787, das eine geschätzte Magnitude von 8,6 erreichte, das zweitstärkste in der aufgezeichneten Geschichte des Landes. Zwölf Tage später kam es mit dem Erdbeben in Mexiko am 19. September 2017 erneut zu einer zerstörerischen Katastrophe.

## Tektonischer Überblick

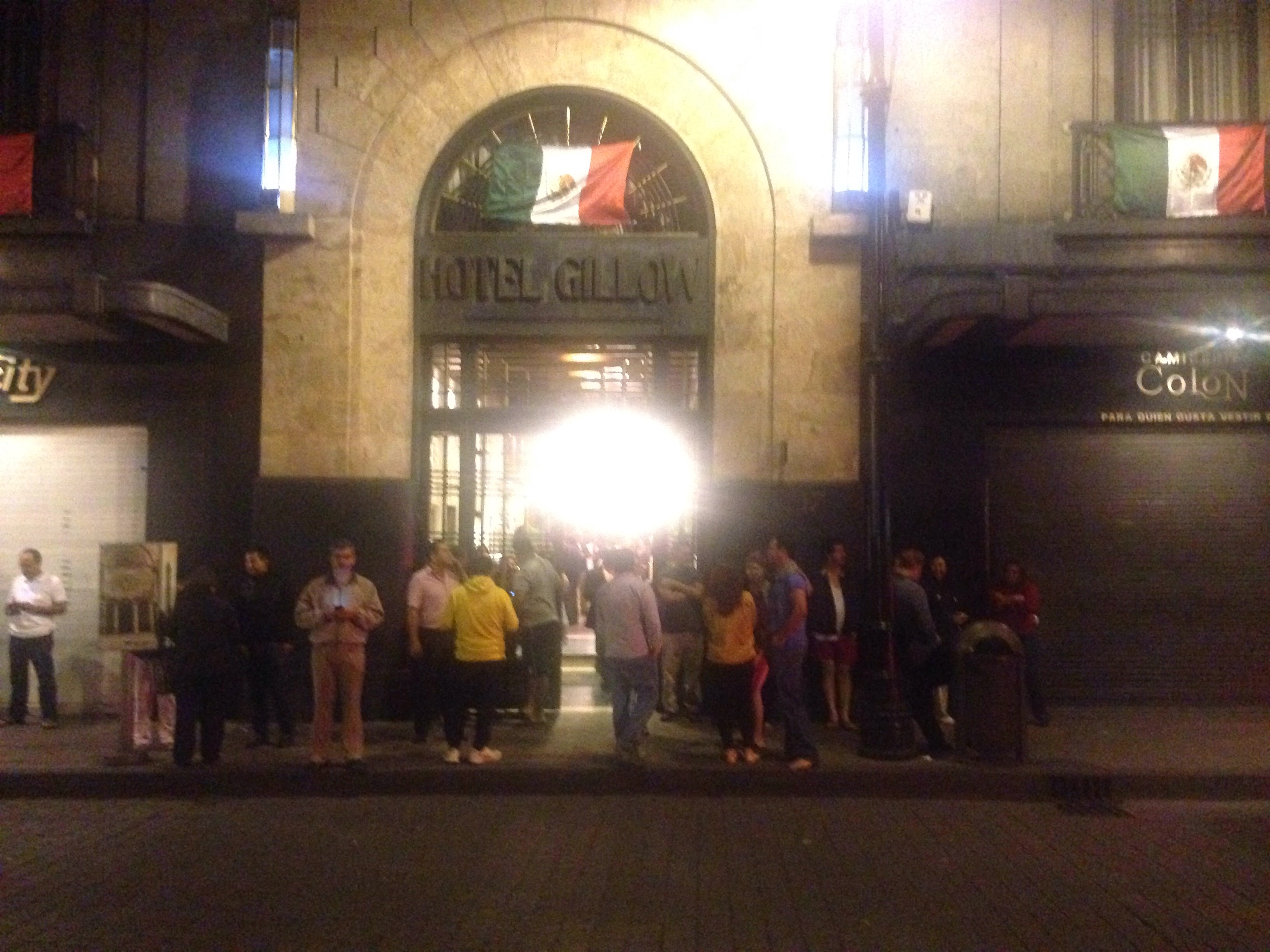
Menschen vor einem Hotel in Mexiko-Stadt, kurz nach dem Erdbeben.

Das Erdbeben vom 8. September 2017 vor der Küste von Chiapas ist das Resultat einer Abschiebung in mittlerer Tiefe. Die Herdlösungen für das Erdbeben deuten darauf hin, dass die Abschiebung entweder an einer Verwerfung erfolgte, die sehr flach nach Südwesten abfällt, oder an einer steilen von Nordwesten nach Südosten streichende Verschiebung. An der Stelle des Erdbebens konvergiert die Cocosplatte mit der Nordamerikanischen Platte mit einer Geschwindigkeit von etwa 76 mm pro Jahr in nordöstlicher Richtung. Die Cocosplatte beginnt ihre Subduktion unter Zentralamerika am Mittelamerikagraben etwa 100 Kilometer südwestlich des Erdbebenepizentrums. Lage, Tiefe und Mechanismus zeigen an, dass es sich wahrscheinlich um ein Intraplattenereignis innerhalb der subduzierenden Cocosplatte handelt.
Während der letzten einhundert Jahre ereigneten sich im Umkreis von 250 km um das Epizentrum des Erdbebens vom 8. September 2017 acht andere Erdbeben mit einer Magnitude höher als 7,0, die meisten in der Subduktionszone südöstlich davon unweit der Grenze zwischen Mexiko und Guatemala, doch hatte keines davon eine Magnitude höher als 7,5. Das stärkste davon war ein Erdbeben mit der Magnitude 7,4 vor der Küste von Guatemala im November 2012, aufgrund dessen Auswirkungen 48 Menschen getötet und mehr als 150 weitere verletzt wurden und das entlang der Küste deutliche Schäden anrichtete.
Am 23. September ereignete sich um 7:53 Uhr Ortszeit (12:53 Uhr UTC) ein Nachbeben mit der Magnitude 6,1 Mw. Dabei sind ein paar bei den vorangegangenen Beben beschädigte Gebäude und eine Brücke eingestürzt, zwei Menschen starben an einem Herzinfarkt.

## Hilfsmaßnahmen
Nichtstaatliche Hilfsorganisationen aus Deutschland wie u. a. humedica entsendeten Soforthilfe in die Katastrophenregion.

## Belege
1. 1 2  Secretaría de Gobernación (SEGOB): Evaluacion de daños y analisis de necesides Reporte preliminar, Mexiko-Stadt, 12. September 2017; abgerufen am 13. September 2017
2. ↑  Reporte de Sismo: Sismo del día 07 de Septiembre de 2017, Chiapas (M 8.2). (PDF) Staatlicher Seismologischer Dienst Mexikos, 8. September 2017, archiviert vom Original am 8. September 2017; abgerufen am 8. September 2017 (spanisch).
3. 1 2 3  M 8.2 - 101km SSW of Tres Picos, Mexico. United States Geological Survey, abgerufen am 8. September 2020 (englisch).
4. ↑   Earthquake of magnitude 8.1 strikes off Mexico’s Pacific coast In: BBC News, 8. September 2017 (englisch).
5. ↑   Mexico earthquake: mass evacuations after strongest tremor in a century In: The Guardian, 8. September 2017 (englisch).
6. ↑  Tsunami Message Number 5 (0653 UTC Fri Sep 8 2017). National Weather Service (United States), 8. September 2017, archiviert vom Original am 8. September 2017; abgerufen am 8. September 2017 (englisch).
7. ↑  World – M7+ in 2017. In: earthquake.usgs.gov. Abgerufen am 8. September 2017 (englisch).
8. ↑  Mike McKinnon: What caused the mysterious lights in the night sky after Mexico’s earthquake?, Washington Post vom 15. September 2017, abgerufen am 20. September 2017
9. ↑  Catalina Díaz:
¿Qué eran las luces que se vieron durante el sismo?, El Universal, Mexiko, 8. September 2017, abgerufen am 20. September 2017
10. ↑  "Erdbeben-Lichter" am Himmel geben Rätsel auf. In: Heute. 8. September 2017, abgerufen am 2. Oktober 2017.
11. ↑  Beben und Tsunamigefahr: Viele Tote bei schwerstem Beben in Mexiko seit 1932. Frankfurter Allgemeine Zeitung, 8. September 2017, abgerufen am 8. September 2017.
12. ↑  Hannah Strange, Alasdair Baverstock, Jamie Johnson: Mexico hit by 'strongest earthquake in a century' as magnitude 8.2 tremor triggers tsunami waves. In: The Daily Telegraph. 8. September 2017, abgerufen am 2. Oktober 2017 (englisch).
13. ↑  Parkinson Richard Hartley:  Most powerful earthquake in 230 years hits Mexico sparking tsunami In: Metro, 8. September 2017 (englisch).
14. ↑  Mexico earthquake: New tremor halts rescue operations. BBC, 23. September 2017, abgerufen am 24. September 2017 (englisch).
15. ↑  M 6.1 - 5km NNE of San Jeronimo Ixtepec, Mexico. United States Geological Survey, 23. September 2017, abgerufen am 8. September 2020 (englisch).
16. ↑  Steffen Richter: Erdbeben Mexiko: Helfer unterwegs (Memento des Originals vom 13. September 2017 im Internet Archive)  Info: Der Archivlink wurde automatisch eingesetzt und noch nicht geprüft. Bitte prüfe Original- und Archivlink gemäß Anleitung und entferne dann diesen Hinweis., humedica.org, 12. September 2017.